# Шоссейная улица (Казань)
Шоссейная улица (тат. Шоссе урамы, Şosse uramı) — улица в исторических районах Ягодная слобода и Гривка Кировского района Казани.

## География
Начинаясь от Краснококшайской улицы, пересекается с улицами Павла Морозова, Герцена, Шоссейным переулком, Насыпной, Бугринской улицами, пересекает протоку Гривка и переходит в Гривскую улицу.

## История
Улица возникла под названием переулок Кокуй не позднее последней четверти XIX века, занимая начальную часть современной улицы на восточной окраине Ягодной слободы и административно относилась к 6-й части города; оставшаяся часть современной улицы являлась дамбой в слободу Гривка, проложенной в 1889 году. По левую сторону дамбы находилось Ягодинское кладбище.  Во второй половине 1920-х годов переименована в Гривскую улицу; тогда же средняя часть улицы была названа Поперечно-Кокуйской улицей. К концу 1930-х годов улице было присвоено современное название.
На 1939 год на улице имелось около 20 домовладений, все по чётной стороне: №№ 2/38–12/21, 16–34б. Во время немецко-советскoй войны часть улицы занимала биофабрика, эвакуированная в Казань из Днепропетровска. В конце 1950-х годов на улицу были перенесены дома жителей местностей, попавших в зону затопления Куйбышевского водохранилища.
В 1960-е Ягодинское кладбище было закрыто, и его территория была отдана под застройку. Фрагменты разрушенных надгробий с читаемыми надписями встречались во дворах домов по улице Шоссейной вплоть до конца 1990-х годов. 
С конца 1990-х по 2010-е годы примерно половина частной застройки была снесена в рамках программы ликвидации ветхого жилья.
В 2020-е годы в конце Гривской улицы был построен жилой комплекс «Atlantis Deluxe»; несмотря на то, что он находится ближе к Гривке, чем к Ягодной слободе, дома этого жилого комплекса получили адресацию по Шоссейной улице.
В первые годы советской власти административно относилась к 6-й части города; после введения в городе административных районов относилась к Заречному (с 1931 года Пролетарскому, с 1935 года Кировскому) району.

## Примечательные объекты
- № 1 — жилой дом комбината строительных конструкций треста «Татсельстрой».[21][22]
- № 15 — жилой дом кожкомбината.[23]
- № 17 — жилой дом комбината железобетонных изделий № 3.[24]
- № 17а — жилой дом предприятия п/я 673.[25]
- № 18, 20 — жилые дома кожевенного объединения.[26][27]
- № 19а — жилой дом предприятия п/я 634.[28]
- № 21 — жилой дом КПОГАТ-3 Татарского транспортного управления.[29][30]
- № 21а — жилой дом завода «Сантехприбор».[31]
- № 22 — жилой дом Управления связи ТАССР.[32]
- № 23а — жилой дом предприятия «Татэнергоспецремонт».[33]
- № 38/16 — жилой дом Казанского дорожно-эксплуатационного управления.[34]
- № 57 — ЖК «Atlantis Deluxe».[35]

## Транспорт
Общественный транспорт по улице не ходит; ближайшие остановки общественного транспорта — «Шоссейная» и «Мулланура Вахитова» (обе на улице Большая Крыловка, автобус, трамвай), ближайшая троллейбусная остановка — «Поперечно-Базарная» на улице Мулланура Вахитова.

## Галерея

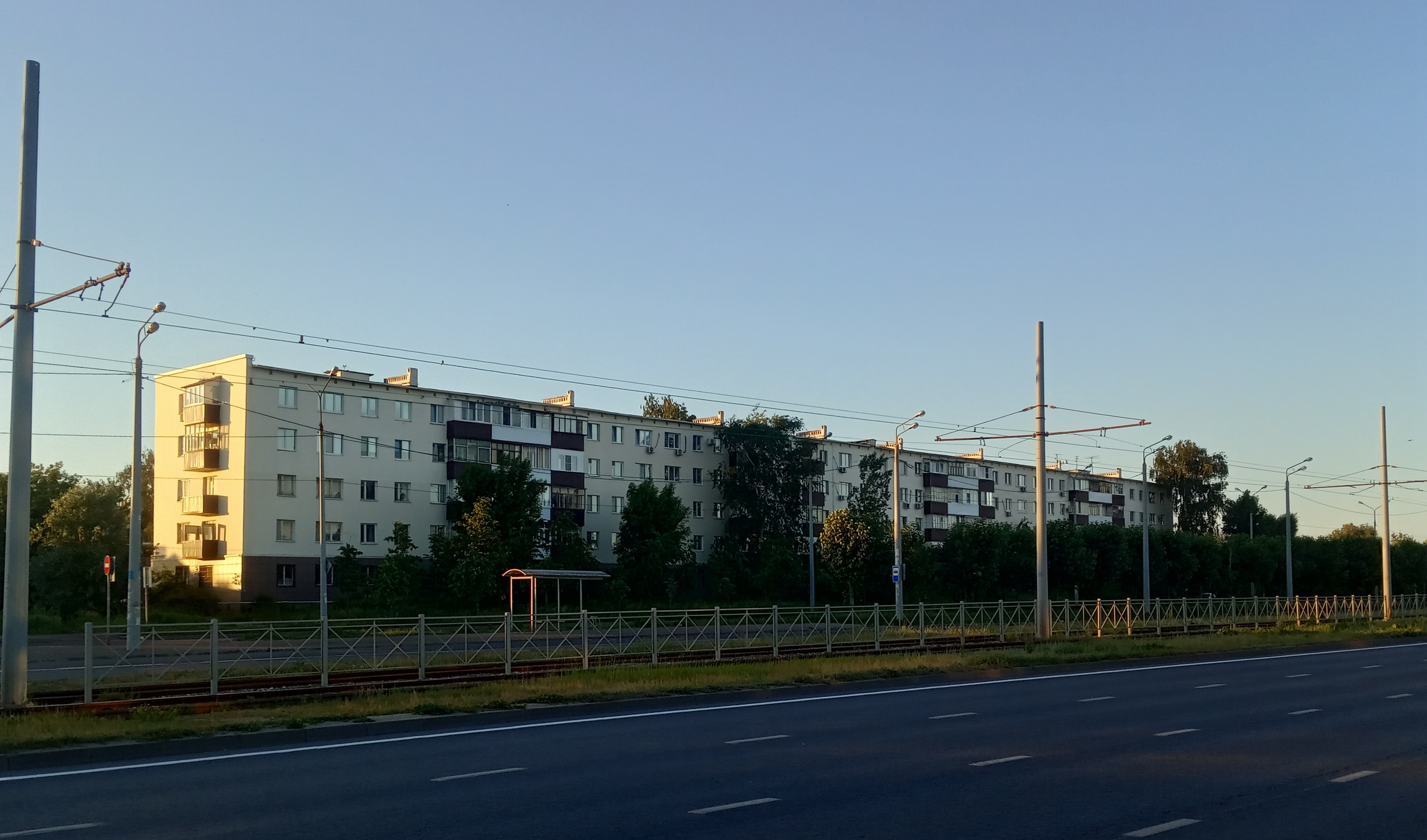
дом № 1 и автобусная остановка «улица Мулланура Вахитова»
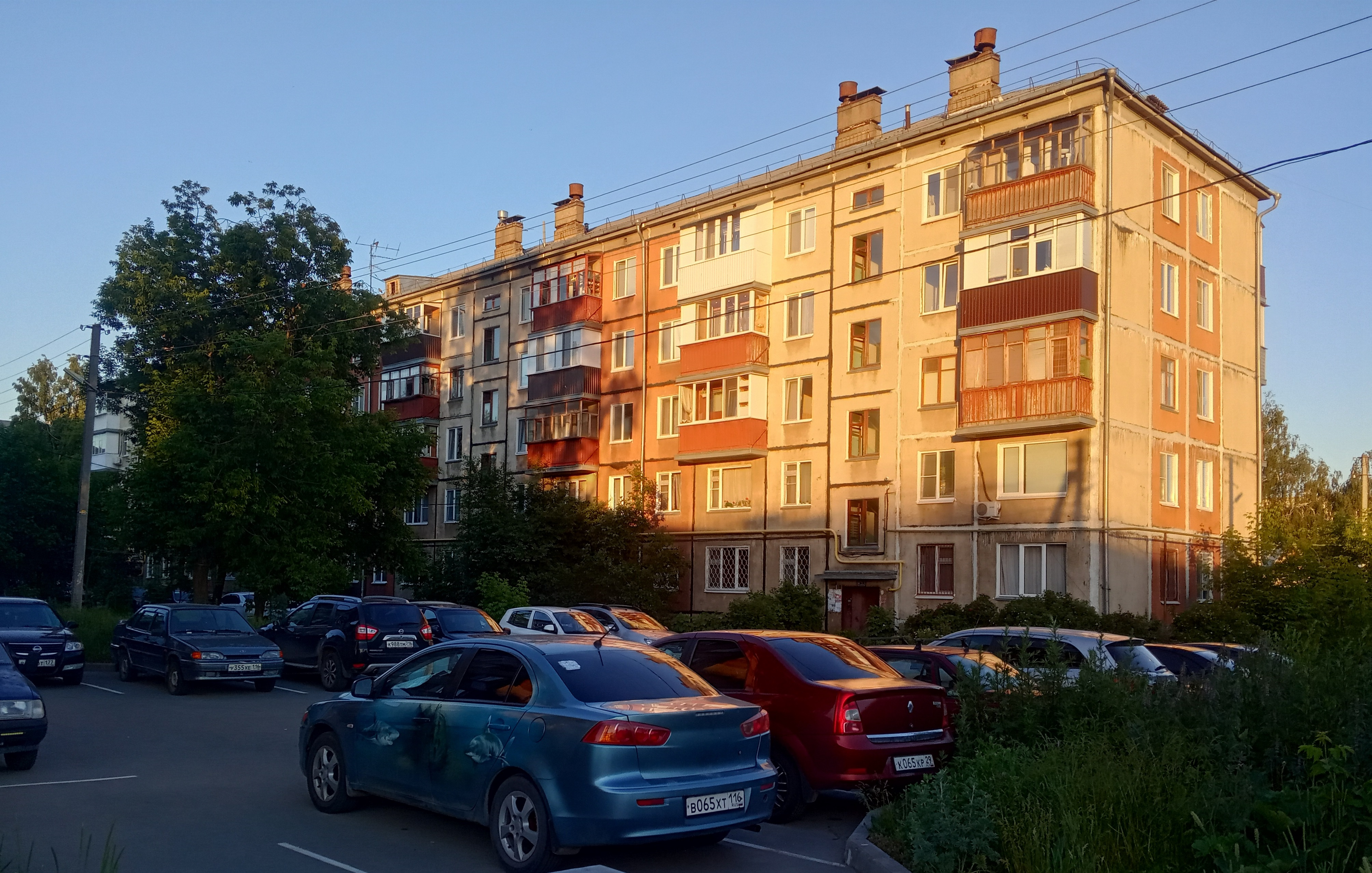
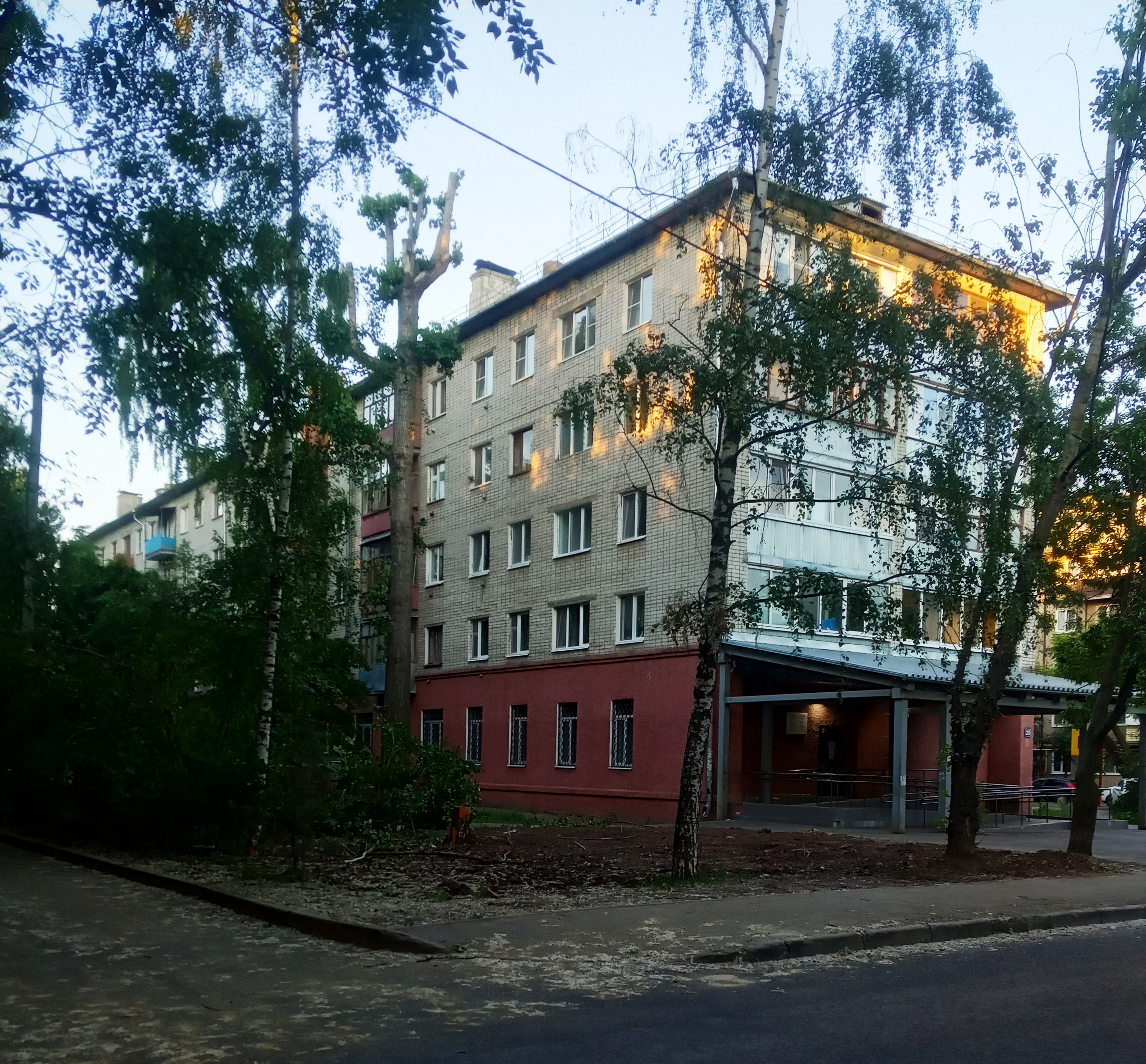